# 古列爾莫五世
古列爾莫五世（義大利語：Guglielmo V del Monferrato，約1115年—1191年），蒙費拉托侯爵，蘭尼埃里一世之子，1135年至1191年在位。

## 家庭
1133年，古列爾莫與巴本堡的茱蒂絲結婚，兩人共有3子2女：
1. 古列爾莫（英语：William Longsword of Montferrat）（—1177年）
2. 科拉多（—1192年）
3. 波尼法喬（—1207年）
4. 阿拉齊雅（—1232年）
5. 阿格尼絲（—1202年）